# Halicyclops pusillus
Halicyclops pusillus – gatunek widłonoga z rodziny Halicyclopidae. Nazwa naukowa tych skorupiaków została opublikowana w 1954 roku przez niemieckiego zoologa Friedricha Kiefera.